# Marina Rosjtja
Marina Rosjtja (ryska: Марьина Роща), Marinas dunge, är en station på norra delen av Ljublinsko–Dmitrovskaja-linjen i Moskvas tunnelbana. Stationen öppnades den 19 juni 2010 och var linjens norra slutstation fram tills september 2016, då linjen förlängdes vidare mot Butyrskaja. 
Marina Rosjtja är en av de djupaste stationerna i Moskvas tunnelbana, belägen 60 meter under marken. Konstruktionen är en trevalvs pylonstation. Väggarna är klädda i marmor och granit, och pylonerna i både ljus och mörk marmor. Golven har ett geometriskt mönster med mörkbruna rektangulära granithällar och polerade beiga ytor.
Marina Rosjtja, Marinas dunge, är namnet på det distrikt i Moskva där tunnelbanestationen ligger. Tidigare låg här byn Marino och intill denna "Marinas dunge", ett namn som levt kvar även om dungen helt höggs ner i slutet av 1800-talet.

## Framtida planer
År 2019 ska det bli möjligt att på Marina Rosjtja byta till stationen Sjeremetjevskaja på Andra ringlinjen.

## Galleri

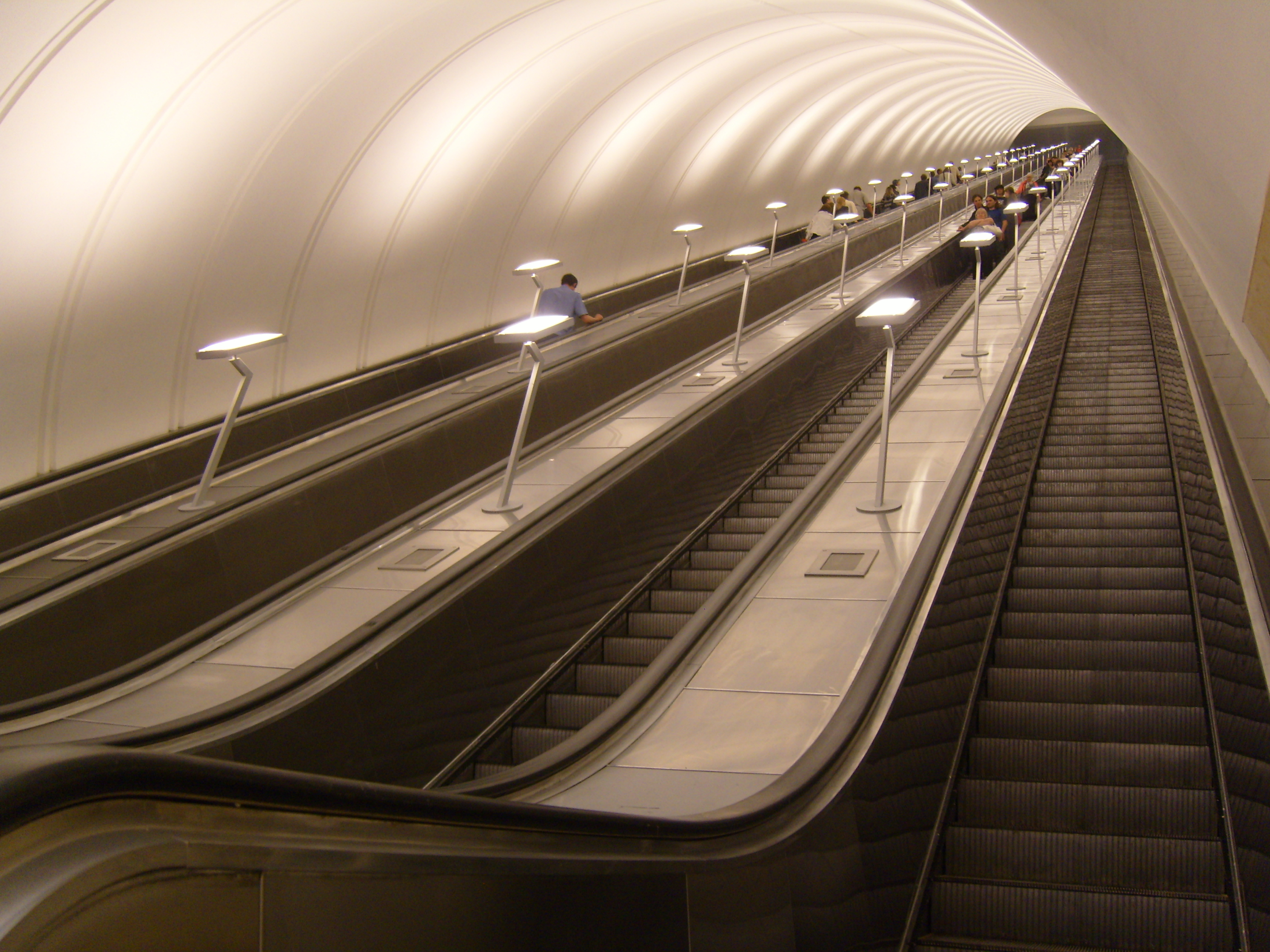
Rulltrappa.
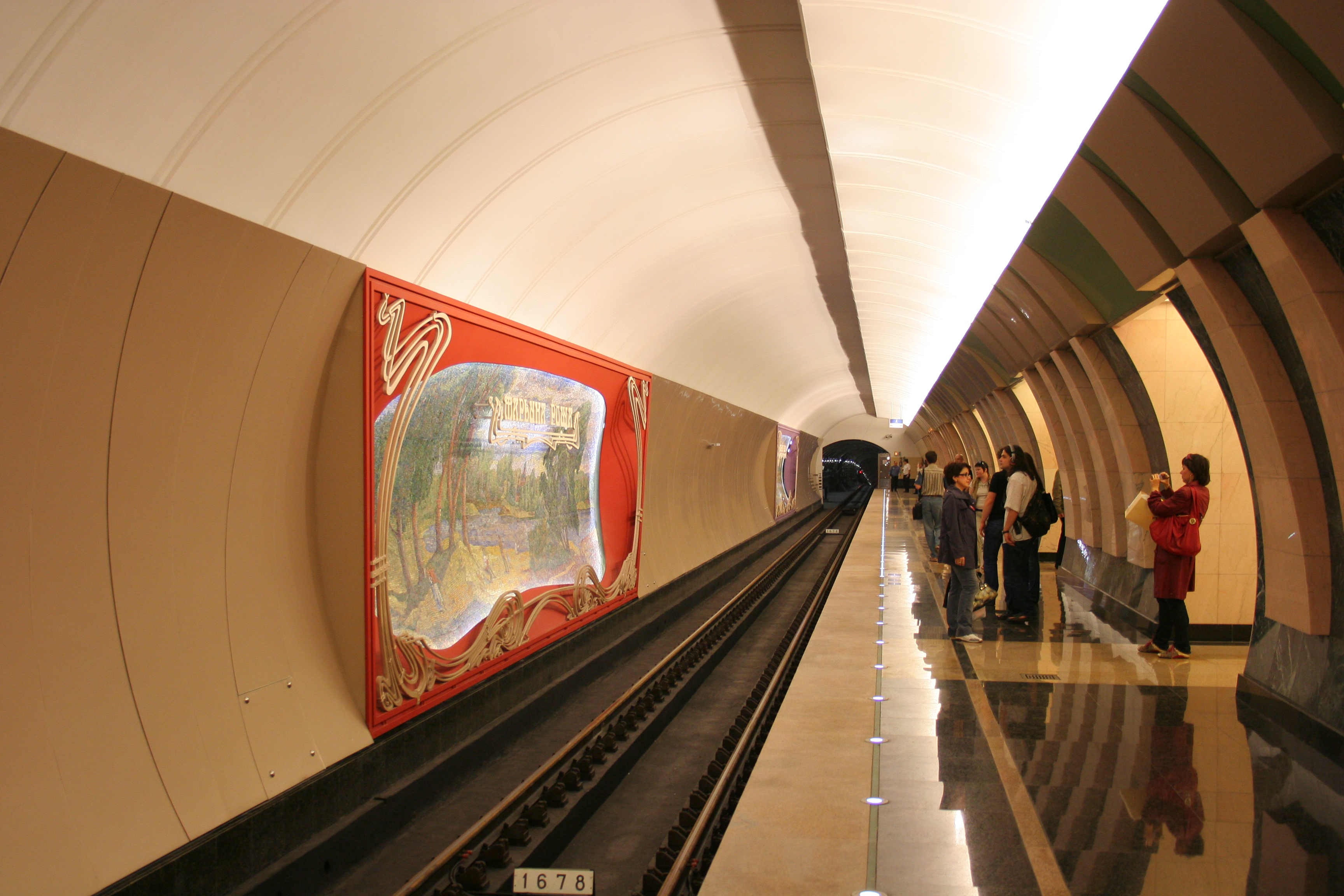
Plattform.